# Romerske kejserinder
De romerske kejserinder var ægtefæller til de romerske kejsere, herskerne over Romerriget og senere Det Vestromerske Rige og Det Byzantinske Rige. Kejserindernes pligter, magt og indflydelse varierede over tid afhængigt af tidsperioden, tidens politiske klima og deres mænds og egne personligheder. Kejserinder var typisk højtagtede og respekterede, og mange havde stor indflydelse på kejserlige anliggender. Adskillige kejserinder tjente på visse tidspunkter som regenter på vegne af deres mænd eller sønner, og en håndfuld regerede som regerende kejserinder, der regerede riget i deres egen ret uden en ægtemand.
Der var ikke en enkelt officiel betegnelse for kejserindetitlen i det antikke Rom. Typiske latinske titler omfattede augusta (græsk: αὐγούστα, augoústa), kvindeformen af den mandlige kejsertitel augustus, og caesaraea (græsk: καισᾰ́ρειᾰ, kaisáreia), den feminine form af titlen cæsar. På græsk kunne kejserinder omtales som βᾰσῐ́λῐσσᾰ (basílissa), den feminine form af den maskuline titel basileus (der betegner en monark) og αὐτοκράτειρα (autokráteira, den feminine udgave af den latinske autokrator (enehersker)). I det tredje århundrede kunne kejserinder også modtage forskellige ærestitler, såsom māter castrōrum " castrums moder" og māter patriae "fædrelandets moder". Titler som augusta blev ikke brugt af alle kejserinder, og da sådanne titler også kunne gives til andre kejserlige kvinder, såsom mødre, søstre og elskerinder til kejser, var det heller ikke alle kvinder, der bar titlen, kejserinder.
Da der nogle gange var mere end én samtidig romersk kejser, var der også nogle gange to eller flere samtidige romerske kejserinder. I det meste af perioden fra 286 til 480 blev Romerriget, selvom det forblev en enkelt stat, administrativt opdelt i det Det Vestromerske Rige og Det Østromerske Rige. Gennem det meste af denne periode havde de adskilte kejserlige hoffer deres egne arvelinjer, og som et resultat deres egne række af samtidige romerske kejserinder. Det vestlige imperium faldt i slutningen af det 5. århundrede, og dets sidste kejserinde var kejser Julius Nepos' hustru. Det østlige imperium, ofte omtalt som Det Byzantinske Rige af moderne historikere, bestod i næsten endnu et årtusinde indtil dets fald med Konstantinopels fald i 1453. Den sidste kejserinde i øst, og den dermed allersidste romerske kejserinde, var Maria af Trebizond, hustru til kejser Johannes 8. Palaiologos. Ud over basílissa og autokráteira bar mange senere østlige kejserinder titlen δέσποινα (déspoina), den feminine form for mandstitlen despoter, en almindelig titel i det senere imperium.
Selvom kejserindernes forfatningsmæssige magt aldrig blev defineret, var det almindeligt accepteret, at deres kroning, udført efter deres mænds, gav dem en vis kejserlig magt. Ofte var deres primære pligter at føre tilsyn med organiseringen af ceremonier ved det kejserlige hof samt at deltage i kejserlige og religiøse anliggender. Selvom regeringsmagten oftest kun var tillagt kejseren, kunne kejserinder opnå betydelig autoritet som regenter for mindreårige børn, eller når deres mænd var fraværende. Selvom de var bundet af deres mænds ønsker og temperament, kunne kejserinder til tider også effektivt blive indflydelsesrige medregenter. I nogle tilfælde forstærkede kejsere deres legitimitet ved at gifte sig med datteren af en tidligere kejser. I sådanne tilfælde understregede kejserinderne nogle gange deres dynastiske legitimitet, større end deres mænds, for at opnå stor indflydelse. Adskillige indflydelsesrige kejserinder, såsom Theodora, hustru til Justinian 1., og Euphrosyne, hustru til Alexios 3., havde deres hof. Kejserinder, der regerede i deres egen ret, såsom Irene og Zoë Porphyrogenita, adopterede nogle gange mandlige titler som basileus og autokrator for at illustrere deres magt.

## Principatet (27 f.Kr. – 284 e.Kr.)

### Det julisk-claudiske dynasti(27 f.Kr. – 68 e.Kr.)
| Portræt | Navn                                | Længde                                                                 | Livsdetaljer og noter | Kejser (ægtefælle)                         | Ref               |
| ------- | ----------------------------------- | ---------------------------------------------------------------------- | --- | ------------------------------------------ | ----------------- |
|         | Livia Drusilla                      | 16. januar 27 f.Kr. – 19. august 14. e.Kr (40 år, 7 måneder og 3 dage) | 30. januar 59 f.Kr. – 29 e.Kr (87 år) Datter af Marcus Livius Drusus Claudianus ; gift med Tiberius Claudius Nero i 43f.Kr. og derefter Octavian den 17. januar 38 f.Kr. Kendt som "Julia Augusta " efter hans død; guddommeliggjort af Claudius den 17. januar 42 e.Kr. Den længst regerende kejserinde | Octavian Augustus (r. 27 f.Kr. – 14 e.Kr.) | [ 2 ]             |
|         | Orestilla                           | ca. AD 37 (meget kortvarigt)                                           | Caligulas anden hustru; tvunget til at ægte ham umiddelbart efter hendes ægteskab med Gaius Calpurnius Piso. Efter skilsmissen blev de begge forvist for påstået utroskab. Sandsynligvis den kortest regerende kejserinde.                                                                               | Caligula (r. 37-41)                        | [ 4 ] [ 5 ] [ 6 ] |
|         | Lollia Paulina                      | ca. 38 e.Kr (et par måneder)                                           | Datter af Marcus Lollius, oprindelig gift med Publius Memmius Regulus. Tvunget til at begå selvmord. | Caligula (r. 37-41)                        | [ 4 ] [ 5 ] [ 6 ] |
|         | Milonia Caesonia                    | sommer 39. – 24. januar 41 (ca. 1½ år)                                 | Født den 3. juni ukendt år, gift med en anden mand, inden hun blev Caligulas elskerinde. Myrdet sammen med Caligula og deres datter Julia Drusilla. | Caligula (r. 37-41)                        | [ 4 ] [ 5 ] [ 6 ] |
|         | Valeria Messalina                   | 24. januar 41 – 48 e.Kr (7 år)                                         | Datter af Marcus Valerius Messalla. Henrettet efter at have haft indledt en affære med Gaius Silius; led damnatio memoriae. | Claudius (r. 41-54)                        | [ 7 ]             |
|         | Agrippina den Yngre Julia Agrippina | 1. januar 49. – 13. oktober 54 (19 år, 3 måneder og 25 dage)           | 6 15. november – 23. marts 59 (43 år) Datter af Germanicus Julius Cæsar og mor til Nero, udnævnt til augusta i 50 e.Kr. Dræbt under uklare omstændigheder | Claudius (r. 41-54)                        | [ 8 ]             |
|         | Claudia Octavia                     | 13. oktober 54 – 62 (7 år og et par måneder)                           | 39/40 e.Kr. – 9. juni 62 (i alderen 22-23 år) Datter af Claudius og Valeria Messalina. Forvist og senere henrettet. | Nero (r. 54-68)                            | [ 9 ]             |
|         | Poppaea Sabina                      | 62 – 65 (3 år)                                                         | 30/32 e.Kr. – forsommeren 65 (i alderen 33-35 år) Datter af Titus Ollius; gift med Rufrius Crispinus ca. 50, derefter den fremtidige kejser Otho i 58. Udnævnt til augusta kort efter Claudias fødsel i januar 63, posthumt guddommeliggjort.                                                            | Nero (r. 54-68)                            | [ 9 ]             |
|         | Statilia Messalina                  | tidligt 66 – 9. juni 68 (2 år)                                         | ca. 35 – ca. 70 (ca. 35 år) Datter af Titus Statilius Taurus (konsul 44), gift med konsul Marcus Julius Vestinus Atticus i 63/64 e.Kr. Gift med Nero efter hendes mands tvungne selvmord; led damnatio memoriae.                                                                                         | Nero (r. 54-68)                            | [ 9 ]             |

### Firekejseråret(69)
| Portræt | Navn            | Længde                                                    | Livsdetaljer og noter                                                                                 | Kejser (ægtefælle) | Ref    |
| ------- | --------------- | --------------------------------------------------------- | --- | ------------------ | ------ |
|         | Galeria Fundana | 19. april – 20. december 69 (19 år, 3 måneder og 25 dage) | Født den 3. januar ukendt år. Datter af en prætor; muligvis beslægtet med Publius Galerius Trachalus. | Vitellius (r. 69)  | [ 10 ] |

### Flaviske dynasti(81-96)
| Portræt | Navn            | Længde                                                             | Livsdetaljer og noter | Kejser (ægtefælle)  | Ref    |
| ------- | --------------- | ------------------------------------------------------------------ | --- | ------------------- | ------ |
|         | Domitia Longina | 14. september 81. – 18. september 96 (19 år, 3 måneder og 25 dage) | 11. februar 50/55 – ca. 126 (i alderen ca. 70–76 år) Datter af general Gnaeus Domitius Corbulo, først gift med senator Lucius Aelius Aelianus . Udnævnt til <i id="mwAVo">augusta</i> efter hendes ægteskab med Domitian. | Domitian (r. 81-96) | [ 11 ] |

### Nerva-Antoninske dynasti(98-192)
Alle kejserinder i denne periode fik titlen <i id="mwAWY">augusta</i>.
| Portræt | Navn                                      | Længde                                                             | Livsdetaljer og noter | Kejser (ægtefælle)           | Ref    |
| ------- | ----------------------------------------- | ------------------------------------------------------------------ | --- | ---------------------------- | ------ |
|         | Pompeia Plotina                           | 28. januar 98 – 7./11. august 117 (19 år, 6 måneder og 10/14 dage) | ca. 70 (?) – ca. 123 (ca. 53 år) Datter af Lucius Pompeius, udnævnt til augusta omkring 102, posthumt guddommeliggjort. | Trajan (r. 98-117)           | [ 12 ] |
|         | Vibia Sabina                              | 11. august 117 – ca. 137 (ca. 20 år)                               | ca. 85 – 136/137 (ca. 52 år) Datter af senator Lucius Vibius Sabinus, gift med Hadrian omkring 100, udnævnt til augusta omkring 119, posthumt guddommeliggjort.                                                                       | Hadrian (r. 117-138)         | [ 13 ] |
|         | Faustina den Ældre Annia Galeria Faustina | 10. juli 138 – slutningen af oktober 140 (2 år og 3 måneder)       | ca. 97 – slutningen af oktober 140 (ca. 43 år) Datter af Marcus Annius Verus den Ældre, gift med Antoninus omkring 120, udnævnt til augusta i 138, posthumt guddommeliggjort.                                                         | Antoninus Pius (r. 138-161)  | [ 15 ] |
|         | Faustina den Yngre Annia Galeria Faustina | 7. marts 161 – 175 (14 år)                                         | ca. 130 – 176 (ca. 46 år) Datter af Antoninus Pius, trolovet med Lucius Verus 25. februar 138, gift med Marcus Aurelius 13. maj (?) 145. Udnævnt til augusta den 1. december 147 og mater castrorum i 174, posthumt guddommeliggjort. | Marcus Aurelius (r. 161-180) | [ 16 ] |
|         | Lucilla Annia Aurelia Galeria Lucilla     | 163 (?) – 169 (6 år)                                               | 7. marts 149 – 181/182 (i alderen 32-33 år) Datter af Marcus Aurelius, forlovet med Lucius Verus i 161, udnævnt til augusta kort efter ægteskabet. Forvist til Capri og henrettet af Commodus.                                        | Lucius Verus (r. 161-169)    | [ 17 ] |
|         | Bruttia Crispina                          | 178 – 191/2 (3-4 år)                                               | Datter af Gaius Bruttius Praesens (konsul 153), udnævnt til augusta efter hendes ægteskab med Commodus, engang før den 3. august 178. Forvist til Capri for påstået utroskab og henrettet kort efter; led damnatio memoriae.          | Commodus (r. 180-192)        | [ 18 ] |

### Femkejseråret(193)
Begge kejserinder fra denne periode fik titlen augusta.
| Portræt | Navn             | Længde                                                   | Livsdetaljer og noter | Kejser (ægtefælle)       | Ref           |
| ------- | ---------------- | -------------------------------------------------------- | --- | ------------------------ | ------------- |
|         | Flavia Titiana   | 1. januar – 28. marts 193 (19 år, 3 måneder og 25 dage ) | Datter af Titus Flavius Claudius Sulpicianus . Hendes skæbne er ukendt, men hun blev sandsynligvis skånet sammen med sine børn | Pertinax (r. 193)        | [ 19 ] [ 20 ] |
|         | Manlia Scantilla | 28. marts – 1. juni 193 (19 år, 3 måneder og 25 dage )   | Udnævnt til augusta sammen med sin datter Didia Clara.                                                                         | Didius Julianus (r. 193) | [ 21 ]        |

### Severiske dynasti(193-227)
Alle kejserinder fra denne periode blev udnævnt til augusta ved eller kort efter deres ægteskab.
| Portræt | Navn                                                           | Længde                                                                      | Livsdetaljer og noter | Kejser (ægtefælle)             | Ref    |
| ------- | -------------------------------------------------------------- | --------------------------------------------------------------------------- | --- | ------------------------------ | ------ |
|         | Julia Domna                                                    | 9. april 193 – 4. februar 211 (19 år, 3 måneder og 25 dage )                | oktober/december ca. 170 – april 217 (ca. 47 år) Datter af Julius Bassianus, ypperstepræst for Elagabal-kulten. Ægtede Severus i 185, udnævnt til augusta den 1. juni 193, posthumt guddommeliggjort. Efter 211 havde hun titlen mater castrorum et senatus et patriae . | Septimius Severus (r. 193-211) | [ 22 ] |
|         | Publia Fulvia Plautilla                                        | 9/15 april 202 – ca. 22 januar 205 (1 år og 9 måneder)                      | Datter af Gaius Fulvius Plautianus. Skilt efter hendes fars henrettelse; dræbt af Caracalla i 221; led damnatio memoriae. | Caracalla (r. 211-217)         | [ 23 ] |
|         |                                                                |                                                                             | |                                |        |
|         | Nonia Celsa (?)                                                | 217 – 218 (?) (2 år?)                                                       | Formentlig fiktiv. | Macrinus (r. 217-218)          | [ 24 ] |
|         |                                                                |                                                                             | |                                |        |
|         | Julia Cornelia Paula                                           | ca. 220 (ca. 1 år eller mindre)                                             | Af ædel afstamning; skilt. | Heliogabalus (r. 218-222)      | [ 25 ] |
|         | Julia Aquilia Severa                                           | ca. 220/221 (ca. 1 år eller mindre) sent 221 – marts 222 (mindre end et år) | En vestalinde af ædel afstamning. Skilt, men senere gift igen med Elagablus, udnævnt til augusta, mater castrorum, senatus ac patriae | Heliogabalus (r. 218-222)      | [ 25 ] |
|         | Annia Faustina Annia Aurelia Faustina                          | 221 (et par måneder)                                                        | Datter af Tiberius Claudius Severus Proculus og efterkommer af kejser Marcus Aurelius. Skilt kort efter bryluppet. | Heliogabalus (r. 218-222)      | [ 25 ] |
|         | Sallustia Orbiana Gnaea Seia Herennia Sallustia Barbia Orbiana | 225 – 227 (2 år)                                                            | Datter af Lucius Seius Herennius Sallustius; forvist til Afrika | Alexander Severus (r. 222-235) | [ 26 ] |

### Soldaterkejserne(235-285)
Alle kejserinder modtog i denne periode titlen <i id="mwAwc">augusta</i>.
| Portræt | Navn                                                | Længde                                    | Livsdetaljer og noter | Kejser (ægtefælle)        | Ref                  |
| ------- | --------------------------------------------------- | ----------------------------------------- | --- | ------------------------- | -------------------- |
|         | Caecilia Paulina                                    | 235 (?) (meget kort?)                     | Intet kendt; højst sandsynligt død, før Maximinus blev kejser. Hun blev guddommeliggjort af sin mand.                                                                                       | Maximinus 1. (r. 235-238) | [ 27 ]               |
|         | Fabia Orestilla (?)                                 | 238 (?) (22 dage?)                        | Formentlig fiktiv. | Gordian 1. (r. 238)       | [ 28 ]               |
|         | Tranquillina Furia Sabinia Tranquillina             | 12. maj (?) 241 – ca. februar 244 (2½ år) | Datter af Gaius Furius Sabinius Aquila Timesitheus; ukendt skæbne. | Gordian 3. (r. 238-244)   | [ 29 ]               |
|         | Marcia Otacilia Severa                              | 244 – 248 (?) (ca. 4 år)                  | Datter eller søster til en mand ved navn Severianus; intet andet kendt. | Filip (r. 244-249)        | [ 30 ]               |
|         | Herennia Etruscilla Herennia Cupressenia Etruscilla | 249 – 251 (5 år)                          | Af ædel etrurisk afstamning. | Decius (r. 249-251)       | [ 31 ]               |
|         | Gaia Cornelia Supera                                | 253 (3 måneder)                           | Intet kendt. | Aemilianus (r. 253)       | [ 32 ]               |
|         | Cornelia Salonina                                   | 253 – 268 (15 år)                         | Intet kendt. | Gallienus (r. 253-268)    | [ 33 ]               |
|         | Ulpia Severina                                      | 270 – 275 (5 år)                          | Muligvis en datter af Ulpius Crinitus. Nogle mener at hun var regerende kejserinde mellem Aurelians død og Tacitus' tronbestigelse, men dette er blevet tilbagevist af moderne historikere. | Aurelian (r. 270-275)     | [ 34 ] [ 35 ] [ 36 ] |
|         | Magnia Urbica                                       | 283 – 285 (5 år)                          | Intet kendt. | Carinus (r. 283-285)      | [ 37 ] [ 38 ]        |
| —       | Ukendt navn                                         | 283 – 284 (2 år)                          | Muligvis datter af Lucius Flavius Aper. | Numerianus (r. 283-284)   | [ 38 ]               |

## Dominatet(284-476)

### Tetrarkiet(284-324)
| Portræt | Navn                      | Længde                                                        | Livsdetaljer og noter | Kejser (ægtefælle)             | Ref           |
| ------- | ------------------------- | ------------------------------------------------------------- | --- | ------------------------------ | ------------- |
|         | Prisca                    | 20. november 284 – 1. maj 305 (19 år, 3 måneder og 25 dage )  | En kristen, trak sig tilbage efter Diocletians abdikation. Forvist til Syrien af Maximinus 2. Daza og senere henrettet af Licinius under Tetrarkiets borgerkrige, sandsynligvis i 315.                                       | Diocletian (r. 284-305)        | [ 39 ] [ 40 ] |
|         | Eutropia                  | 1. april 286 – 1. maj 305 (19 år, 3 måneder og 25 dage, vest) | En syrer, muligvis enke efter Afranius Hannibalianus. Stadig i live i 325. | Maximian (r. 286-305)          | [ 41 ]        |
|         | Galeria Valeria           | 1. maj 305 – maj 311 (6 år, øst)                              | Datter af Diocletian og (formentlig) Prisca; ægtede Galerius efter hans ophøjelse til cæsar i 293, udnævnt til augusta og mater castrorum. Forvist sammen med sin mor af Maximinus 2. Daza, og senere henrettet af Licinius. | Galerius (r. 305-311)          | [ 42 ] [ 43 ] |
|         | Flavia Maximiana Theodora | 1. maj 305 – 25. juli 306 (19 år, 3 måneder og 25 dage, vest) | Datter af Eutropia og (sandsynligvis) Afranius Hannibalianus, steddatter af Maximian. | Constantius 1. (r. 305-306)    | [ 42 ]        |
|         | Valeria Maximilla         | 28. oktober 306 – 28. oktober 312 (6 år, Italien)             | Datter af Galerius, gift med Maxentius ca. 305. | Maxentius (r. 306-312)         | [ 44 ]        |
| —       | Ukendt navn               | 310 – 313 (?) (11 år, øst)                                    | Måske relateret til Galerius. | Maximinus 2. Daza (r. 310-313) | [ 45 ]        |
|         | Flavia Julia Constantia   | 313 – 324 (11 år, øst)                                        | Halvsøster til Konstantin den Store. | Licinius (r. 308-324)          | [ 46 ]        |

### Konstantinske dynasti(306-363)
| Portræt | Navn                        | Længde                                                  | Livsdetaljer og noter | Kejser (ægtefælle)          | Ref           |
| ------- | --------------------------- | ------------------------------------------------------- | --- | --------------------------- | ------------- |
|         | Minervina                   | 306 – 307 (?) (1 år?)                                   | Benævnt som Konstantins hustru af Panegyrici Latini VI, men kaldt konkubine af Aurelius Victor og Zosimus. Hun døde eller blev skilt i 307.                                                             | Konstantin 1. (r. 306-337)  | [ 47 ]        |
|         | Fausta Flavia Maxima Fausta | marts 307 – sommer 326 (19 år)                          | ca. 290 (?) – sommer 326 (ca. 36 år) Datter af Maximian og Eutropia, udnævnt til augusta sammen med Helena efter Konstantins sejr over Licinius i 324. Henrettet for utroskab med sin stedsøn, Crispus. | Konstantin 1. (r. 306-337)  | [ 48 ] [ 49 ] |
| —       | Ukendt navn                 | 9. september 337 – april 340 (2 år og 7 måneder)        | Obskur skikkelse, gift med Konstantin 2. i 335 og i live ved hans død. Måske en datter af en af Konstantins 1.'s halvbrødre.                                                                            | Konstantin 2. (r. 337-340)  | [ 50 ]        |
| —       | Ukendt navn                 | 337 – 353 (16 år)                                       | Intet kendt. | Constantius 2. (r. 337-361) | [ 51 ] [ 52 ] |
|         | Eusebia                     | c. 353 – ca. 360 (ca. 7 år)                             | Sandsynligvis en datter af Eusebius (konsul 347); døde engang før 361. | Constantius 2. (r. 337-361) | [ 53 ] [ 52 ] |
| —       | Faustina                    | 361 (et par måneder)                                    | Sluttede sig til Procopius (r. 365–366) under hans korte styre i Konstantinopel. | Constantius 2. (r. 337-361) | [ 54 ]        |
| —       | Justina                     | sent 350 – 11. august 353 (3 år)                        | Datter af guvernør Justus; ægtede Magnentius som ung. | Magnentius (r. 350-353)     | [ 55 ] [ 56 ] |
|         | Helena                      | ca. februar – ca. november 360 (9 måneder eller mindre) | Datter af Konstantin den Store og Fausta ; fejlagtigt kaldet "Constantina" i nogle kilder. Døde omkring Julians tronbestigelse som enekejser.                                                           | Julian (r. 360-363)         | [ 57 ]        |
|         |                             |                                                         | |                             |               |
|         | Charito                     | 27. juni 363 – 17. februar 364 (7 måneder og 21 dage)   | Datter af magister equitum Lucillianus, muligvis i live så sent som i 380. | Jovian (r. 363-364)         | [ 58 ]        |

### Valentinske dynasti(364-383)
| Portræt | Navn                 | Længde                                                      | Livsdetaljer og noter | Kejser (ægtefælle)          | Ref           |
| ------- | -------------------- | ----------------------------------------------------------- | --- | --------------------------- | ------------- |
|         | Marina Severa        | 364 – 370 (6 år)                                            | Skilt og forvist efter at have været involveret i en ulovlig transaktion.                                                                        | Valentinian 1. (r. 364-375) | [ 59 ] [ 60 ] |
| —       | Justina (anden gang) | ca. 370 – 375 (ca. 5 år)                                    | Hendes far blev henrettet i kølvandet på Magnentius' krig. Døde omkring 388.                                                                     | Valentinian 1. (r. 364-375) | [ 55 ] [ 56 ] |
| —       | Domnica              | 28. marts 364 – 9. august 378 (14 år, 4 måneder og 12 dage) | Datter af den prætorianske præfekt Petronius, udnævnt til augusta. Regerede kortvarigt Konstantinopel efter Valens' død i Slaget ved Adrianopel. | Valens (r. 364-378)         | [ 61 ] [ 62 ] |
|         | Constantia           | ca. 374 – begyndelsen af 383 (ca. 2 år og 7 måneder)        | tidlig 362 – tidlig 383 (21 år) Posthumt barn af Constantius 2. og Faustina                                                                      | Gratian (r. 375–383)        | [ 46 ]        |
| —       | Laeta                | før 25. august 383 (et par måneder)                         | Datter af Tisamene; forsynede byen Rom med mad under Alarik 1.'s belejring                                                                       | Gratian (r. 375–383)        | [ 63 ]        |

### Theodosiske dynasti(379-457)
Alle kejserinder, med undtagelse af Galla, Sankt Elen og Thermantia modtog titlen augusta.
| Portræt                    | Navn                                   | Længde                                                       | Livsdetaljer og noter | Kejser (ægtefælle)                   | Ref                  |
| -------------------------- | -------------------------------------- | ------------------------------------------------------------ | --- | ------------------------------------ | -------------------- |
|                            | Aelia Flaccilla Aelia Flavia Flaccilla | 19. januar 379 – tidlig 386 (7 år)                           | Af hispanisk oprindelse; ægtede Theodosius ca. 376, død 386. | Theodosius 1. den Store (r. 379–395) | [ 66 ] [ 67 ]        |
| —                          | Galla                                  | 386 – 394 (8 år)                                             | Datter afValentinian 1. og Justina; død under fødsel. | Theodosius 1. den Store (r. 379–395) | [ 68 ] [ 67 ]        |
| —                          | Ukendt Navn                            | 25. august 383 – 28. august 388 (5 år og 3 dage)             | Kendt som "Sankt Elen" i walisisk mytologi. | Magnus Maximus (r. 383–388)          | [ 69 ]               |
|                            | Aelia Eudoxia                          | 27. april 395 – 6. oktober 404 (19 år, 3 måneder og 25 dage) | Datter af the frankeren Bauto. En indflydelsesrig kvinde ved hoffet, blev hun de facto medregent den 9. januar 400, da hun blev udråbt tilaugusta efter Eutropius' fald (som var blevet orkestreret af Eudoxia selv)                              | Arcadius (r. 395–408)                | [ 70 ] [ 71 ]        |
|                            | Maria                                  | ca. 398 – 407 (ca. 9 år)                                     | Datter af den magtfulde general Stilicho, død 407. | Honorius (r. 395–423)                | [ 72 ]               |
|                            | Thermantia Aemilia Materna Thermantia  | 408 (få måneder)                                             | Datter af Stilicho; skilt fra Honorius efter Stilichos død i august 408. Død et sted før 30. juli 415. | Honorius (r. 395–423)                | [ 73 ]               |
|                            | Aelia Eudocia                          | 7. juni 421 – 28. juli 450 (19 år, 3 måneder og 25 dage)     | ca. 400 – 20. oktober 460 (ca. 60 år) Født spm "Athenais", datter af Leontius, en filosof. Udråbt til augusta den 2. januar 423. Husket for hendes mange skrevne værker.                                                                          | Theodosius 2. (r. 408–450)           | [ 74 ]               |
|                            | Galla Placidia                         | 8. februar – 2. september 421 (7 måneder minus 6 dage)       | 388 – 27. november 450 (ca. 72 år) Datter af Theodosius den Store og Galla. Først gift med den vestgotiske konge Ataulf, ægtede Constantius den 1. januar 417. Hun fungerede seneresom regent for hendes søn Valentinian 3. sammen med Aëtius.    | Constantius 3. (r. 421)              | [ 75 ] [ 76 ]        |
|                            | Licinia Eudoxia                        | 29. oktober 437 – 31. maj 455 (19 år, 3 måneder og 25 dage)  | 422 – ca. 493 (ca. 71 år) Datter af Theodosius 2. and Eudocia. Tvunget til at ægte Maximus efter mordet på Valentinian 3. Ført til Afrika efter Roms plyndring, vendte tilbage til Konstantinopel omkring 462.                                    | Valentinian 3. (r. 425–455)          | [ 77 ]               |
| Petronius Maximus (r. 455) | Licinia Eudoxia                        | 29. oktober 437 – 31. maj 455 (19 år, 3 måneder og 25 dage)  | 422 – ca. 493 (ca. 71 år) Datter af Theodosius 2. and Eudocia. Tvunget til at ægte Maximus efter mordet på Valentinian 3. Ført til Afrika efter Roms plyndring, vendte tilbage til Konstantinopel omkring 462.                                    |                                      | [ 77 ]               |
|                            | Aelia Pulcheria                        | 25. august 450 – juli 453 (2 år og 10 måneder)               | 19. januar 399 – juli 453 (55 år) Datter af Arcadius and Eudoxia, udråbt til augusta og regent for Theodosius 2. den 4. juli 414. Hun var indflydelsesrig ved møderne i Efesos and Chalkedon. Ægtede Marcian efter hans valg til kejser af Aspar. | Marcian (r. 450–457)                 | [ 78 ] [ 79 ] [ 80 ] |

### Marionetkejserne(vest, 467–475)
| Portræt | Navn            | Længde                                                    | Livsdetaljer og noter                                                                           | Kejser (ægtefælle)           | Ref    |
| ------- | --------------- | --------------------------------------------------------- | ----------------------------------------------------------------------------------------------- | ---------------------------- | ------ |
|         | Marcia Euphemia | 12. april 467 – 11. juli 472 (5 år og 3 måneder)          | Eneste datter af Marcian, som giftede hende med Anthemius ca. 453. Udnævnt til augusta          | Anthemius (r. 467-472)       | [ 81 ] |
|         | Placidia        | april – 2. november 472 (7 måneder)                       | Datter af Valentinian 3. og Licinia Eudoxia, gift med Olybrius i 454/454. Stadig i live ca. 480 | Olybrius (r. 472)            | [ 82 ] |
| —       | Ukendt navn     | 24. juni 474 – 28. august 475 (1 år, 2 måneder og 4 dage) | En slægtning til kejserinde Verina                                                              | Julius Nepos (r. 474–475/80) | [ 83 ] |

## Senere kejserinder i øst (457-1439)
I den senere byzantinske periode modtog stort set alle kejserinder (medmindre andet er nævnt) titlen augusta. Om det stadig blev betragtet som en formel titel eller blot en høvisk titel synonym med "kejserinde" vides ikke.

### Thrakiske dynasti(457-515)
| Portræt                    | Navn     | Længde                                                         | Livsdetaljer og noter | Kejser (ægtefælle)      | Ref           |
| -------------------------- | -------- | -------------------------------------------------------------- | --- | ----------------------- | ------------- |
|                            | Verina   | 7. februar 457 – 18. januar 474 (16 år, 11 måneder og 11 dage) | Søster til Basiliskos. Indblandet i komplot mod kejser Zenon med Patricius, men blev forrådt af Basiliskos. Hendes svigersønMarcian gjorde oprør i 479, og hun gjorde selv oprør sammen med Leontius i 484; hun døde under den efterfølgende krig, sandsynligvis i 484. | Leo 1. (r. 457-474)     | [ 84 ] [ 85 ] |
|                            | Ariadne  | 29. januar 474 – slutningen af 515 (39 år og et par måneder)   | Datter af Leo 1. og Verina, gift med Zenon i 466/467. En meget indflydelsesrig kvinde ved hoffet, hun valgte Anastasius som efterfølger og ægtede ham umiddelbart efter Zenons død. Den tredjelængst regerende kejserinde efter Helena Lekapene og Livia.               | Zenon (r. 474-491)      | [ 86 ] [ 87 ] |
| Anastasius 1. (r. 491-518) | Ariadne  | 29. januar 474 – slutningen af 515 (39 år og et par måneder)   | Datter af Leo 1. og Verina, gift med Zenon i 466/467. En meget indflydelsesrig kvinde ved hoffet, hun valgte Anastasius som efterfølger og ægtede ham umiddelbart efter Zenons død. Den tredjelængst regerende kejserinde efter Helena Lekapene og Livia.               |                         | [ 86 ] [ 87 ] |
|                            | Zenonnis | 9. januar 475 – august 476 (1 år og 7 måneder)                 | Døde sammen med sin mand efter Zenons genindsættelse. | Basiliskos (r. 475-476) | [ 88 ]        |

### Justinianske dynasti(øst, 518-602)
| Portræt | Navn          | Længde                                                              | Livsdetaljer og noter | Kejser (ægtefælle)                  | Ref           |
| ------- | ------------- | ------------------------------------------------------------------- | --- | ----------------------------------- | ------------- |
|         | Eufemia       | 10. juli 518 – før august 527 (6 år eller mindre)                   | Var ifølge Procopius' Hemmelige historie af barbarisk oprindelse, født som "Lupicina". Oprindeligt slave og senere Justinus 1.'s konkubine | Justinus 1. (r. 518-527)            | [ 89 ]        |
|         | Theodora      | 1. april 527 – 28. juni 548 (19 år, 3 måneder og 25 dage )          | ca. 497 – 28. juni 528 (ca. 40 år) Datter af Acacius og en danserinde; tante til Euphemia, gift med Justinian ca. 524. Selvom deres ægteskab vakte stor skandale, blev hun en af Justinians vigtigste rådgivere og tog en aktiv rolle i styret. | Justinian 1. (r. 527-565)           | [ 90 ] [ 91 ] |
|         | Sophia        | 14. november 565 – 5. oktober 578 (12 år, 10 måneder og 21 dage)    | Theodoras niece. Blev de facto hersker efter Justins mentale sammenbrud i 573. Forvist for deltagelse i et komplot mod Tiberius 2., men senere kaldt tilbage for at hjælpe ham med at vælge sin efterfølger. Stadig i live i 601.               | Justinus 2. (r. 565-578)            | [ 92 ] [ 93 ] |
|         | Ino Anastasia | 26. september 578 – 14. august 582 (3 år, 10 måneder og 19 dage)    | Havde allerede været enke, før hun giftede sig med Tiberius på et tidspunkt inden hans udnævnelse til cæsar i 574. Oprindeligt imod Sophia, blev hun senere svigermor til Maurikios og døde på et tidspunkt derefter, måske i 593.              | Tiberius 2. Konstantin (r. 578-582) | [ 94 ]        |
|         | Konstantina   | 13. august 582 – 27. november 602 (20 år, 3 måneder og 14 dage)     | Datter af Tiberius 2. og Ino Anastasia. Ægtede cæsar Maurikios på Tiberius' dødsleje. Forvist efter Maurikioss henrettelse, forsøgte at konspirere mod Fokas, men blev til sidst dræbt i 605.                                                   | Maurikios (r. 582-602)              | [ 95 ]        |
|         |               |                                                                     | |                                     |               |
|         | Leontia       | 23. november 602 – 5. oktober 610 (?) (7 år, 10 måneder og 12 dage) | Datter af Sergius; intet andet kendt. | Fokas (r. 602-610)                  | [ 96 ]        |

### Heraklios' dynasti(610-695)
| Portræt | Navn                  | Længde                                                         | Livsdetaljer og noter | Kejser (ægtefælle)                 | Ref    |
| ------- | --------------------- | -------------------------------------------------------------- | --- | ---------------------------------- | ------ |
|         | Fabia Eudokia Ευδοκία | 5. oktober 610 – 13. august 612 (19 år, 3 måneder og 25 dage ) | Datter af Rogas af Libyen, død af epilepsi. | Heraklios (r. 610-641)             | [ 97 ] |
|         | Martina Μαρτίνα       | ca. 613 – 11. februar 641 (ca. 7 år)                           | Datter af Martinus og Heraklios' egen niece, hvilket førte til stor kontrovers. Blev de facto hersker efter Konstantins død som regent for den unge Heraklonas . Afsat, skamferet og forvist af Valentinus til fordel for Konstans 2., som også var mindreårig på det tidspunkt. | Heraklios (r. 610-641)             | [ 98 ] |
| —       | Gregoria Γρηγορία     | tidligt 630 – 25. maj 641 (11 år)                              | Datter af Nicetas (Heraklios' fætter), ægtede Konstantin i begyndelsen af 630 (eller slutningen af 629). Regent under hendes søn Konstans 2.'s tidlige styre. Ikke nævnt som augusta                                                                                             | Konstantin 3. Heraklios ( r. 641)  | [ 99 ] |
| —       | Fausta Φαύστα         | 642 – 15. juli 668 (26 år)                                     | Muligvis en datter af Valentinus, usurpator i 644. | Konstans 2. ( r. 641-668)          | [101]  |
| —       | Anastasia Αναστασία   | september 668 (?) – juli 685 (16 år og 6 måneder?)             | Stadig i live under Philippikos' regeringstid; ikke registreret som augusta. | Konstantin. 4 (r. 668-685)         | [102]  |
| —       | Eudokia Ευδοκία       | ca. 685 – ca. 695 (10 år?)                                     | Muligvis død i 695, ikke registreret som augusta. | Justinian 2. (r. 685-695; 705-711) | [103]  |

### Tyveårsanarkiet(695-717)
| Portræt | Navn                           | Længde                                                                  | Livsdetaljer og noter | Kejser (ægtefælle)                 | Ref     |
| ------- | ------------------------------ | ----------------------------------------------------------------------- | --- | ---------------------------------- | ------- |
| —       | Ukendt navn                    | ca. 695 – 698 (?) (ca. 3 år)                                            | Intet kendt | Leontius (r. 695-698)              | [ 100 ] |
| —       | Ukendt navn                    | ca. 698 – 705 (?) (ca. 7 år)                                            | Intet kendt | Tiberius 3. (r. 698-705)           | [ 100 ] |
| —       | Theodora af khazererne Θεοδώρα | ca. 21. august 705 – 4. november 711 (ca. 19 år, 3 måneder og 25 dage ) | Den første udenlandsk fødte kejserinde. Søster til Busir, khagan af khazererne. Blev Justinians anden hustru under hans eksil i 703; kronet sammen med sin søn Tiberius i 705. | Justinian 2. (r. 685-695; 705-711) | [105]   |
| —       | Ukendt navn                    | ca. 711 – 713 (?) (ca. 2 år)                                            | Intet kendt | Philippikos (r. 711-713)           | [ 100 ] |
| —       | Irene Ειρήνη                   | ca. 713 – 715 (ca. 2 år)                                                | Lidt information registreret udover hendes navn | Anastasius 2. (r. 713-715)         | [ 100 ] |
| —       | Ukendt navn                    | ca. 715 – 717 (?) (ca. 2 år)                                            | Intet kendt | Theodosius 3. (r. 715-717)         | [ 100 ] |

### Isauriske dynasti(717-802)
| Portræt                      | Navn                  | Længde                                                          | Livsdetaljer og noter | Kejser (ægtefælle)         | Ref         |
| ---------------------------- | --------------------- | --------------------------------------------------------------- | --- | -------------------------- | ----------- |
| —                            | Maria Μαρία           | 25. marts 717 – 18. juni 741 (?) (24 år, 2 måneder og 24 dage?) | Af syrisk oprindelse, kronet den 25. december 718; intet andet kendt. | Leo 3. (r. 717-741)        | [106]       |
| —                            | Tzitzak Irene Εἰρήνη  | 733 – 750 (17 år)                                               | Datter af khagan Bihar af khazarerne. Ikke meget kendt, bortset fra at hun modsatte sig sin mands ikonoklasme; død kort efter Leo 4.'s fødsel | Konstantin 5. (r. 741–775) | [107]       |
| —                            | Maria Μαρία           | ca. 751 – 752 (ca. 1 år)                                        | Et meget kort ægteskab. | Konstantin 5. (r. 741–775) | [108]       |
| —                            | Eudokia Ευδοκία       | ca. 753 – 14. september 775 (?) (ca. 22 år?)                    | Allerede gift i november 764, kronet 1. april 769; skæbne ukendt. | Konstantin 5. (r. 741–775) | [109]       |
| —                            | Anna Άννα             | juni 741 – 2. november 743 (2 år og 5 måneder)                  | Datter af Leo 3., gift med Artabasdos i 717. Forvist efter hendes mands mislykkede kup; ikke registreret som augusta. | Artabasdos (r. 741-743)    | [110]       |
|                              | Irene af Athen Εἰρήνη | 3. november 769 – 31. oktober 802 (33 år minus 3 dage)          | ca. 752 – 9. august 803 (ca. 51 år) Et medlem af Sarantapechos- familien; kronet den 17. december 769. Blev de facto hersker efter Leos død som sin søns regent. Endte i 787 den første ikonoklasme med Det andet koncil i Nikæa. Hun tog fuld magt efter at have afsat og gjort sin søn blind den 19. august 797. Hun blev selv afsat og forvist i 802, senere døde hun af naturlige årsager. | Leo 4. (r. 775–780)        | [111] [112] |
| Kejserinde medregent 780–797 | Irene af Athen Εἰρήνη | 3. november 769 – 31. oktober 802 (33 år minus 3 dage)          | ca. 752 – 9. august 803 (ca. 51 år) Et medlem af Sarantapechos- familien; kronet den 17. december 769. Blev de facto hersker efter Leos død som sin søns regent. Endte i 787 den første ikonoklasme med Det andet koncil i Nikæa. Hun tog fuld magt efter at have afsat og gjort sin søn blind den 19. august 797. Hun blev selv afsat og forvist i 802, senere døde hun af naturlige årsager. |                            | [111] [112] |
| Regerende kejserinde 797–802 | Irene af Athen Εἰρήνη | 3. november 769 – 31. oktober 802 (33 år minus 3 dage)          | ca. 752 – 9. august 803 (ca. 51 år) Et medlem af Sarantapechos- familien; kronet den 17. december 769. Blev de facto hersker efter Leos død som sin søns regent. Endte i 787 den første ikonoklasme med Det andet koncil i Nikæa. Hun tog fuld magt efter at have afsat og gjort sin søn blind den 19. august 797. Hun blev selv afsat og forvist i 802, senere døde hun af naturlige årsager. |                            | [111] [112] |
| —                            | Maria af Amnia Μαρία  | november 788 – januar 795 (6 år og 2 måneder)                   | Barnebarn af Sankt Philaretos, født ca. 773. Hun blev tvunget til at blive nonne. Død på et tidspunkt efter 824. | Konstantin 6. (r. 780-797) | [114]       |
| —                            | Theodote Θεοδότη      | september 795 – 19. august 797 (1 år og 11 måneder)             | Kusine til Theodor Studites. oprindeligt enkoubikoularia, hun blev kronet i august 795. Afsat af Irene. | Konstantin 6. (r. 780-797) | [115]       |

### Nikeforiske dynasti(802-813)
| Portræt | Navn                       | Længde                                                           | Livsdetaljer og noter | Kejser (ægtefælle)             | Ref   |
| ------- | -------------------------- | ---------------------------------------------------------------- | --- | ------------------------------ | ----- |
|         | Ukendt navn                | —                                                                | Ikke nævnt i litterære kilder, helt sikkert død før Nikeforos blev kejser | Nikeforos 1. (r. 802-811)      | [116] |
| —       | Theophano af Athen Θεοφανώ | 20. december 807 – 2. oktober 811 (19 år, 3 måneder og 25 dage ) | En slægtning til Irene af Athen, der blev betragtet som en kandidat til tronen efter Staurakios' nederlag i Slaget ved Pliska, gik i kloster sammen med ham; ikke registreret som augusta. | Staurakios (r. 811)            | [118] |
| —       | Prokopia Προκοπία          | 2. oktober 811 – 11. juli 813 (19 år, 3 måneder og 25 dage )     | Datter af Nikeforos 1. og søster til kejser Staurakios; trak sig tilbage som nonne | Mikael 1. Rangabe (r. 811-813) | [119] |
|         |                            |                                                                  | |                                |       |
|         | Theodosia Θεοδοσία         | 11. juli 813 – 25. december 820 (19 år, 3 måneder og 25 dage )   | Datter af Arsaber, patrikios og rivaliserende kejser i 808. Blev nonne efter drabet på sin mand; beholdt flere af sine privilegier                                                         | Leo 5. (r. 813-820)            | [120] |

### Amoriske dynasti(820-867)
| Portræt                      | Navn                                        | Længde                                                    | Livsdetaljer og noter | Kejser (ægtefælle)     | Ref   |
| ---------------------------- | ------------------------------------------- | --------------------------------------------------------- | --- | ---------------------- | ----- |
| —                            | Thekla Θέκλα                                | 25. december 820 – ca. 824 (ca. 4 år)                     | Datter af oprøreren Bardanes Tourkos. Døde nogle år efter Mikaells tronbestigelse. | Mikael 2. (r. 820-829) | [121] |
| —                            | Eufrosyne Εὐφροσύνη                         | ca. 824 – 2. oktober 829 (ca. 6 år)                       | Datter af Konstantin 6. og Maria, blev nonne efter Irenes fald, men blev senere tilbagekaldt og gift med Mikaell, måske i en alder af 50. Stadig i live i 836. | Mikael 2. (r. 820-829) | [122] |
|                              | Theodora den armenske Θεοδώρα               | 5. juni 830 – 15. marts 856 (19 år, 3 måneder og 25 dage) | ca. 815 – ca. 867 (ca. 52 år) Blev de facto hersker den 20. januar 842, som regent for sin spæde søn Mikael 3., sammen med Theoktistos. Endte i 843 Den anden ikonoklasme. Afsat og forvist af sin søn efter at have tvunget ham til at gifte sig med Eudokia Dekapolitissa. De forsonedes begge kort før Mikaels død. | Theofilos (r. 829-842) | [123] |
| Kejserinde medregent 842–856 | Theodora den armenske Θεοδώρα               | 5. juni 830 – 15. marts 856 (19 år, 3 måneder og 25 dage) | ca. 815 – ca. 867 (ca. 52 år) Blev de facto hersker den 20. januar 842, som regent for sin spæde søn Mikael 3., sammen med Theoktistos. Endte i 843 Den anden ikonoklasme. Afsat og forvist af sin søn efter at have tvunget ham til at gifte sig med Eudokia Dekapolitissa. De forsonedes begge kort før Mikaels død. |                        | [123] |
|                              | Thekla den Yngre Θέκλα                      | 842 – 15. marts 856 (14 år)                               | Datter af Theofilos og Theodora, udnævnt til augusta sammen med sine søstre. Ser ud til at have været knyttet til det kejserlige embede med en endnu højere status end Mikael. Hun blev senere Basileios 1.'s elskerinde, men blev afsat, efter at han blev gift.                                                      | Medkejserinde 842–856  | [125] |
|                              | Eudokia Dekapolitissa Ευδοκία Δεκαπολίτισσα | 855 – 24. september 867 (12 år)                           | Tvunget af Theodora og Theoktistos til at gifte sig med Mikael 3., der var forelsket i Eudokia Ingerina. Skæbne ukendt. | Mikael 3. (r. 842-867) | [126] |

### Makedonske dynasti(867-1056)
| Portræt                                 | Navn                                   | Længde                                                             | Livsdetaljer og noter | Kejser (ægtefælle)                | Ref             |
| --------------------------------------- | -------------------------------------- | ------------------------------------------------------------------ | --- | --------------------------------- | --------------- |
|                                         | Eudokia Ingerina Ευδοκία Ιγγερίνα      | 26. maj 866 – 882 (16 år)                                          | ca. 840 – 882 (ca. 42 år) Datter af Inger (senator), Mikael 3.'s tidligere elskerinde, der ægtede Basileios kort før hans tronbestigelse som medkejser. Ikke benævnt augusta | Basileios 1. (r. 867–886)         | [ 105 ]         |
|                                         | Theofano Martinakia Θεοφανώ Μαρτινιακή | 883 – 893 (14 år)                                                  | ca. 867 – 10. november 897 (ca. 30 år) Datter af Konstantin Martinakios; død ung. Hun er æret som en helgen | Leo 6. (r. 886–912)               | [ 105 ] [ 106 ] |
| —                                       | Zoe Zaoutzaina Ζωὴ Ζαούτζαινα          | Slut 898 – tidlig 899 (1 år og 8 måneder)                          | Muligvis Leos elskerinde, siges at have forgivet hendes eksmand, Theodoros Guniatzitzes. | Leo 6. (r. 886–912)               | [ 107 ]         |
| —                                       | Eudokia Baiana Εὐδοκία Βαϊανή          | sommer 900 – 12. april 901 (1 år)                                  | Ægtede Leo efter Zoes død. Død under barnefødsel | Leo 6. (r. 886–912)               | [ 108 ]         |
|                                         | Zoe Karbonopsina Ζωὴ                   | 9. januar 906 – 11. maj 912 (5 år, 4 måneder og 2 dage)            | En slægtning til krønikeskriveren Theofanes og generalen Himerios. Først Leos konkubine. Hun blev forvist efter Leos død, men vendte tilbage og afsatte regenten, patriarken Nikolaj, i februar/marts 914, og regerede på sin søn Konstantin 7.'s vegne. Hun blev afsat efter Romanos 1.'s magtovertagelse i 919 og tvunget til at blive nonne.                                   | Leo 6. (r. 886–912)               | [ 105 ]         |
| —                                       | Ukendt Navn                            | ca. 912 – 913 (?)                                                  | Intet kendt | Alexander (r. 912–913)            | [ 100 ]         |
|                                         | Helena Lekapene Ἑλένη Λεκαπηνή         | 4. maj 919 – 9. november 959 (40 år, 6 måneder og 5 dage)          | april 907 – 19. september 961 (54 år) Datter af Romanos 1. og Theodora, gift kort efter Romanos' kup; kronet efter Theodoras død. Blev meget indflydelsesrig ved hoffet indtil Konstantin blev enehersker (945), døde senere af en sygdom. Næstlængst siddende kejserinde. | Konstantin 7. (r. 913–959)        | [ 109 ]         |
| —                                       | Theodora Θεοδώρα                       | 17. december 920 – 20. februar 922 (1 år, 2 måneder og 3 dage)     | Romanos' anden hustru, gift ca. 907; kronet den 6. januar 921. | Romanos 1. Lekapenos (r. 919–944) | [ 110 ]         |
|                                         | Bertha Eudokia Εὐδοκία                 | 945 – 949 (2 år)                                                   | Datter af Hugo af Italien, født som "Bertha". Forlovet med Romanos 2. i september 944, hun døde i 949, ikke mere end 10 år gammel. Hun er ikke nævnt som augusta | Romanos 2. (r. 959–963)           | [ 111 ]         |
|                                         | Anastaso Teofano Θεοφανώ               | 955/6 – 11. december 969 (13–14 år)                                | ca. 940 – ca. 980 (?) (ca. 40 år) Datter af Krateros og Maria. Ægtede Nikeforos 2. den 20. september 963, kort efter hans kup. Skylitzes anklager hende for at have forgivet Romanos, men det ser ud til at være en senere teori, da Leo Diaconus beretter at han døde af en sygdom. Hun konspirerede dog med Johannes Tzimiskes om at myrde Nikeforos. Hun er sidst nævnt i 978. | Romanos 2. (r. 959–963)           | [ 112 ] [ 113 ] |
| Nikeforos 2. Fokas. (r. 963–969)        | Anastaso Teofano Θεοφανώ               | 955/6 – 11. december 969 (13–14 år)                                | ca. 940 – ca. 980 (?) (ca. 40 år) Datter af Krateros og Maria. Ægtede Nikeforos 2. den 20. september 963, kort efter hans kup. Skylitzes anklager hende for at have forgivet Romanos, men det ser ud til at være en senere teori, da Leo Diaconus beretter at han døde af en sygdom. Hun konspirerede dog med Johannes Tzimiskes om at myrde Nikeforos. Hun er sidst nævnt i 978. |                                   | [ 112 ] [ 113 ] |
| —                                       | Theodora Θεοδώρα                       | november 970 – 10. januar 976 (?) (5 år og 2 måneder)              | Datter af Konstantin 7. og Helena Lekapene. Født i slutningen af 930'erne. Næsten intet kendt. | Johannes Tzimiskes (r. 969–976)   | [ 114 ]         |
| —                                       | Helena Ελένη                           | ca. 976 – ca. 989 (?)                                              | Datter af Alypius. Ikke nævnt som augusta. | Konstantin 8. (r. 1025–1028)      | [ 115 ]         |
|                                         | Zoë Porphyrogenita Ζωὴ                 | 12. november 1028 – 1050 (22 år)                                   | ca. 978 – 1050 (ca. 72 år) Datter af Konstantin 8., beordrede sandsynligvis mordet på Romanos 3. Regerede i sin egen ret sammen med Theodora fra Mikael 5.'s afsættelse indtil hendes ægteskab med Konstantin 9. (21. april – 11. juni 1042). Derefter havde hun ikke meget involvering i politik og døde senere af naturlige årsager.                                            | Romanos 3. Argyros (r. 1028–34)   | [ 116 ] [ 117 ] |
| Mikael 4. (r. 1034–1041)                | Zoë Porphyrogenita Ζωὴ                 | 12. november 1028 – 1050 (22 år)                                   | ca. 978 – 1050 (ca. 72 år) Datter af Konstantin 8., beordrede sandsynligvis mordet på Romanos 3. Regerede i sin egen ret sammen med Theodora fra Mikael 5.'s afsættelse indtil hendes ægteskab med Konstantin 9. (21. april – 11. juni 1042). Derefter havde hun ikke meget involvering i politik og døde senere af naturlige årsager.                                            |                                   | [ 116 ] [ 117 ] |
| Regerende kejserinde 1042               | Zoë Porphyrogenita Ζωὴ                 | 12. november 1028 – 1050 (22 år)                                   | ca. 978 – 1050 (ca. 72 år) Datter af Konstantin 8., beordrede sandsynligvis mordet på Romanos 3. Regerede i sin egen ret sammen med Theodora fra Mikael 5.'s afsættelse indtil hendes ægteskab med Konstantin 9. (21. april – 11. juni 1042). Derefter havde hun ikke meget involvering i politik og døde senere af naturlige årsager.                                            |                                   | [ 116 ] [ 117 ] |
| Konstantin 9. Monomachos (r. 1042–1055) | Zoë Porphyrogenita Ζωὴ                 | 12. november 1028 – 1050 (22 år)                                   | ca. 978 – 1050 (ca. 72 år) Datter af Konstantin 8., beordrede sandsynligvis mordet på Romanos 3. Regerede i sin egen ret sammen med Theodora fra Mikael 5.'s afsættelse indtil hendes ægteskab med Konstantin 9. (21. april – 11. juni 1042). Derefter havde hun ikke meget involvering i politik og døde senere af naturlige årsager.                                            |                                   | [ 116 ] [ 117 ] |
|                                         | Theodora Porphyrogenita Θεοδώρα        | 21. april 1042 – 31. august 1056 (19 år, 3 måneder og 25 dage)     | ca. 980 – 31 august 1056 (ca. 76 år) Zoës søster, udråbt til medkejserinde under oprøret, der afsatte Mikael 5. i 1042. Afsat efter Zoës ægteskab med Konstantin 9., vendte tilbage som regerende kejserinde efter den sidstnævntes død den 11. januar 1055. Død af naturlige årsager kort efter at have udnævnt Mikael 6. til sin efterfølger.                                   | Regerende kejserinde 1042         | [ 118 ] [ 119 ] |
| Medkejserinde 1042–1055                 | Theodora Porphyrogenita Θεοδώρα        | 21. april 1042 – 31. august 1056 (19 år, 3 måneder og 25 dage)     | ca. 980 – 31 august 1056 (ca. 76 år) Zoës søster, udråbt til medkejserinde under oprøret, der afsatte Mikael 5. i 1042. Afsat efter Zoës ægteskab med Konstantin 9., vendte tilbage som regerende kejserinde efter den sidstnævntes død den 11. januar 1055. Død af naturlige årsager kort efter at have udnævnt Mikael 6. til sin efterfølger.                                   |                                   | [ 118 ] [ 119 ] |
| Regerende kejserinde 1055–1056          | Theodora Porphyrogenita Θεοδώρα        | 21. april 1042 – 31. august 1056 (19 år, 3 måneder og 25 dage)     | ca. 980 – 31 august 1056 (ca. 76 år) Zoës søster, udråbt til medkejserinde under oprøret, der afsatte Mikael 5. i 1042. Afsat efter Zoës ægteskab med Konstantin 9., vendte tilbage som regerende kejserinde efter den sidstnævntes død den 11. januar 1055. Død af naturlige årsager kort efter at have udnævnt Mikael 6. til sin efterfølger.                                   |                                   | [ 118 ] [ 119 ] |
|                                         |                                        |                                                                    | |                                   |                 |
| —                                       | Katarina af Bulgarien Αἰκατερίνη       | 1. september 1057 – 22. november 1059 (2 år, 2 måneder og 21 dage) | Datter af Ivan Vladislav af Bulgarien. Trak sig tilbage til et kloster som nonnen "Xene" | Isak 1. Komnenos (r. 1057–1059)   | [ 120 ]         |

### Doukas-dynastiet(1059-1081)
| Portræt                                 | Navn                                            | Længde                                    | Livsdetaljer og noter | Kejser (ægtefælle)                   | Ref   |
| --------------------------------------- | ----------------------------------------------- | ----------------------------------------- | --- | ------------------------------------ | ----- |
|                                         | Eudokia Makrembolitissa Ευδοκία Μακρεμβολίτισσα | 23. november 1059 – november 1071 (13 år) | Datter af Johannes Makrembolites og niece af patriark Mikael 1., født ca. 1030, gift med Konstantin ca. 1049. De facto hersker i 1067 på vegne af sin søn Mikael 7. mellem Konstantins død (23. november) og hendes ægteskab med Romanos (1. januar). Hun genoptog sit regentskab i oktober 1071, efter Romanos fald, men blev udvist og tvunget til at blive nonne. Hun blev senere tilbagekaldt af Nikeforos 3. og vendte tilbage til paladset i 1078. | Konstantin 10. Doukas (r. 1059-1067) | [145] |
| Medregerende kejserinde 1067            | Eudokia Makrembolitissa Ευδοκία Μακρεμβολίτισσα | 23. november 1059 – november 1071 (13 år) | Datter af Johannes Makrembolites og niece af patriark Mikael 1., født ca. 1030, gift med Konstantin ca. 1049. De facto hersker i 1067 på vegne af sin søn Mikael 7. mellem Konstantins død (23. november) og hendes ægteskab med Romanos (1. januar). Hun genoptog sit regentskab i oktober 1071, efter Romanos fald, men blev udvist og tvunget til at blive nonne. Hun blev senere tilbagekaldt af Nikeforos 3. og vendte tilbage til paladset i 1078. |                                      | [145] |
| Romanos 4. Diogenes (r. 1068-1071)      | Eudokia Makrembolitissa Ευδοκία Μακρεμβολίτισσα | 23. november 1059 – november 1071 (13 år) | Datter af Johannes Makrembolites og niece af patriark Mikael 1., født ca. 1030, gift med Konstantin ca. 1049. De facto hersker i 1067 på vegne af sin søn Mikael 7. mellem Konstantins død (23. november) og hendes ægteskab med Romanos (1. januar). Hun genoptog sit regentskab i oktober 1071, efter Romanos fald, men blev udvist og tvunget til at blive nonne. Hun blev senere tilbagekaldt af Nikeforos 3. og vendte tilbage til paladset i 1078. |                                      | [145] |
|                                         | Maria af Alanien Μαρία                          | 1066/1071 – 1. april 1078 (7-11 år)       | ca. 1052/1056 – 1118 (Mellem 62 og 66 år) Datter af Bagrat 4. af Georgien. Ægtede Nikeforos kort efter afsættelsen af Mikael 7. i april 1078. Tilbragte sine sidste dage i et georgisk kloster. | Mikael 7. Doukas (r. 1071-1078)      | [147] |
| Nikeforos 3. Botaneiates (r. 1078-1081) | Maria af Alanien Μαρία                          | 1066/1071 – 1. april 1078 (7-11 år)       | ca. 1052/1056 – 1118 (Mellem 62 og 66 år) Datter af Bagrat 4. af Georgien. Ægtede Nikeforos kort efter afsættelsen af Mikael 7. i april 1078. Tilbragte sine sidste dage i et georgisk kloster. |                                      | [147] |

### Komnenos-dynastiet(1081-1185)
| Portræt                               | Navn                              | Længde                                                           | Livsdetaljer og noter | Kejser (ægtefælle)                  | Ref             |
| ------------------------------------- | --------------------------------- | ---------------------------------------------------------------- | --- | ----------------------------------- | --------------- |
|                                       | Irene Doukaina Ειρήνη Δούκαινα    | 1. april 1081 – 15. august 1118 (19 år, 3 måneder og 25 dage)    | ca. 1066 – 19. februar 1138 (ca. 72 år) Datter af Andronikos Doukas (fætter til Mikael 7.). Ægtede Alexios ca. 1078, kronet den 11. april 1081. Tvunget til at trække sig tilbage i et kloster efter hendes datter Anna Komnene og hendes svigersøn Nikeforos Bryennios' mislykkedes kupforsøg.     | Alexios I Komnenos (r. 1081–1118)   | [ 105 ] [ 123 ] |
|                                       | Irene af Ungarn Ειρήνη            | 1104 – 13. august 1134 (30 år)                                   | Datter af Ladislaus 1. af Ungarn, født "Piroska". Hun er æret som en helgen. | Johannes 2. Komnenos (r. 1118–1143) | [ 124 ] [ 125 ] |
| —                                     | Bertha af Sulzbach Ειρήνη (Irene) | 1146 – 1159/1160 (13–14 år)                                      | Datter af Berengar 2. af Sulzbach og svigerinde til kejser Konrad 3. af Tyskland. | Manuel 1. Komnenos (r. 1143–1180)   | [ 126 ] [ 127 ] |
|                                       | Maria af Antiokia Μαρία           | 25. december 1161 – 24. september 1180 (18 år og 9 måneder)      | 1140'erne – slut 1182 (ca. 35–40 år) Datter af Raimund af Poitiers. Blev nonne efter Manuels død som "Xene", men fungerede de facto som hersker som regent for Alexios 2. Hun blev henrettet efterAndronikos 1.'s kup                                                                               | Manuel 1. Komnenos (r. 1143–1180)   | [ 105 ] [ 128 ] |
|                                       | Agnes af Frankrig Άννα (Anna)     | 2. marts 1180 – 12. september 1185 (19 år, 3 måneder og 25 dage) | Datter af Ludvig 7. af Frankrig, født i 1171. Tvunget til at ægte Andronikos 1., der var over 60 år, kort efter mordet på Alexios 2. i september 1183. Hun blev senere en undersåt af Det Latinske Kejserrige efter Konstantinopels fald i 1204 og gift med Theodor Branas. Ikke nævnt som augusta. | Alexios 2. Komnenos (r. 1180–1183)  | [ 105 ]         |
| Andronikos 1. Komnenos (r. 1183–1185) | Agnes af Frankrig Άννα (Anna)     | 2. marts 1180 – 12. september 1185 (19 år, 3 måneder og 25 dage) | Datter af Ludvig 7. af Frankrig, født i 1171. Tvunget til at ægte Andronikos 1., der var over 60 år, kort efter mordet på Alexios 2. i september 1183. Hun blev senere en undersåt af Det Latinske Kejserrige efter Konstantinopels fald i 1204 og gift med Theodor Branas. Ikke nævnt som augusta. |                                     | [ 105 ]         |

### Angelos-dynastiet(1185-1204)
| Billede | Navn                                                     | Længde                                                                                           | Livsdetaljer og noter | Kejser (ægtefælle)                        | Ref             |
| ------- | -------------------------------------------------------- | ------------------------------------------------------------------------------------------------ | --- | ----------------------------------------- | --------------- |
| —       | Margrete af Ungarn Μαρία                                 | begyndelsen af 1186 – 8. april 1195 (9 år) 19. juli 1203 – 27. januar 1204 (6 måneder og 8 dage) | Datter af Béla 3. af Ungarn; født i 1175. Gift med korsfareren Bonifacius efter plyndringen af Konstantinopel og blev dronning afKongeriget Thessalonika. Ikke nævnt som augusta.                                               | Isak 2. Angelos (r. 1185-1195; 1203-1204) | [ 129 ]         |
| </img>  | Euphrosyne Doukaina Kamatera Ευφροσύνη Δούκαινα Καματηρά | 8. april 1195 – 18. juli 1203 (8 år, 3 måneder og 10 dage)                                       | Datter af Andronikos Kamateros og slægtning til cæsar Johannes Doukas og Komnenos-dynastiet. Regerede effektivt imperiet på sin mands vegne. Hun blev taget til fange af korsfarerne i 1204, men blev senere løsladt i 1209/10. | Alexios 3. Angelos (r. 1195-1203)         | [ 130 ] [ 131 ] |

### Laskaris-dynastiet(1205-1258; Nikæa)
Bemærk: Det romersk styre i Konstantinopel blev afbrudt af Det fjerde korstogs erobring af byen i 1204. Selvom korsfarerne skabte en ny række latinske kejsere i byen, anerkender moderne historikere rækken af kejsere fra Laskaris-dynastiet, der regerede i Kejserriget Nikæa, som de legitime romerske kejsere i denne periode, da Nikæa-riget i sidste genindtog Konstantinopel.
Irene Laskarina kaldes augusta på sit segl, men det vides ikke, om æresbevisningen også blev brugt af andre kejserinder.
| Billede | Navn                                        | Længde                                  | Livsdetaljer og noter | Kejser (ægtefælle)                  | Ref             |
| ------- | ------------------------------------------- | --------------------------------------- | --- | ----------------------------------- | --------------- |
| —       | Anna Komnene Angelina Άννα Κομνηνή Αγγελίνα | 1205 – ca. 1212 (7 år eller mindre)     | Datter af Alexios 3. og Euphrosyne; død få år efter ægteskabet. | Theodor 1. Laskaris (r. 1205-1221)  | [ 132 ]         |
| —       | Filippa af Armenien Φιλίππα                 | 1214 – 1216 (2 år)                      | Kusine til Leo 2. af Armenien. Et problemfyldt ægteskab, der endte i skilsmisse og med, at Theodore endda gjorde sin søn arveløs. | Theodor 1. Laskaris (r. 1205-1221)  | [ 133 ]         |
| —       | Maria af Courtenay Μαρία                    | 1219 – november 1221 (2 år)             | Datter af denlatinske kejser Peter . Blev regent for sin yngre bror Balduin 2. som latinsk kejserinde i 1228, men døde kort efter. | Theodor 1. Laskaris (r. 1205-1221)  | [163]           |
|         | Irene Laskarina Ειρήνη Κομνηνή (Λασκαρίνα)  | december 1221 – sommer 1240 (19 år)     | Datter af Theodor 1. og Anna Komnene Angelina . Hun giftede sig med Andronikos Palaiologos i februar 1216, men han døde kort efter. Irene skulle have ægtet Johannes meget kort tid efter, for Theodor 2. blev født i 1221. Hun havde en ulykke efter hans fødsel og trak sig tilbage som nonnen "Eugenia". | Johannes 3. Vatatzes (r. 1221-1254) | [ 134 ] [ 135 ] |
| —       | Anna af Hohenstaufen Άννα                   | ca. 1240 – 3. november 1254 (ca. 14 år) | Datter af Frederik 2., tysk- romersk kejser, født som "Konstance". Gift med Johannes på et tidspunkt før maj 1241; død i Kongeriget Aragonien (Spanien) i 1307. | Johannes 3. Vatatzes (r. 1221-1254) | [ 136 ]         |
| —       | Elena Asenina af Bulgarien Ἑλένη            | forår 1235 – 1252 (17 år)               | Datter af Ivan Asen 2. af Bulgarien, født ca. 1224. Theodor blev højst sandsynligt udråbt til kejser mens de var gift. | Theodor 2. Laskaris (r. 1254-1258)  | [168]           |

### Palaiologos-dynastiet(1259-1439)
Den ærefulde titel augusta på på seglene tilhørende Theodora, Yolande-Irene, Rita-Maria og Anna af Savoyen, samt på en miniature, der forestiller Helena Dragaš. I betragtning af at ingen segl eller dokumenter fra andre kejserinder har overlevet, vides det ikke, om de alle brugte titlen, dog er det højst sandsynligt, at de gjorde det.
| Portræt | Navn                                                               | Længde | Livsdetaljer og noter | Kejser (ægtefælle)                           | Ref             |
| ------- | ------------------------------------------------------------------ | --- | --- | -------------------------------------------- | --------------- |
|         | Theodora Palaiologina Θεοδώρα Δούκαινα Κομνηνή Παλαιολογίνα        | 1. januar 1259 – 11. december 1282 (10 år og 10 dage)                                                        | Barnebarn af Isak Doukas Vatatzes, bror til kejseren af Nikæa Johannes 3.. gift med Mikaell i 1253/4, kronet igaen i Konstantinopel efter generobringen i 1261. Død den 4. marts 1303 | Mikael 5. Palaiologos (r. 1259–1282)         | [ 139 ] [ 140 ] |
| —       | Anna af Ungarn Άννα Παλαιολογίνα                                   | 8. november 1272 –1281 (9 år)                                                                                | ca. 1260 – 1281 (ca. 21 år) Datter af Stefan 5. af Ungarn, også et oldebarn af Theodor 1. Laskaris gennem sin mor. | Andronikos 2. Palaiologos (r. 1282–1328)     | [ 141 ]         |
|         | Yolande / Irene af Montferrat Ειρήνη Κομνηνή Δούκαινα Παλαιολογίνα | 1284/1289 – 1317 (28–33 år)                                                                                  | 1272/1273 – 1317 ( 44 eller 45 år) Datter af Vilhelm 7. af Montferrat og barnebarn af Alfons 10. af Kastilien. Foreslog idéen om at dele riget mellem hendes sønner, men det blev afvist af Andronikos og hun trak sig tilbage til Thessaloniki. | Andronikos 2. Palaiologos (r. 1282–1328)     | [ 142 ] [ 143 ] |
|         | Rita / Maria af Armenia Μαρία Δούκαινα Παλαιολογίνα                | 1296 – 12. oktober 1320 (24 år)                                                                              | Datter af Leo 3. af Armenien. Blev nonne og døde i juni/juli 1333 som nonne "Xene". | Mikael 9. Palaiologos (r. 1294–1320)         | [ 144 ]         |
| —       | Irene af Braunschweig Ειρήνη Παλαιολογίνα                          | 23. oktober 1317 – 16. august 1324 (6 år, 10 måneder minus 7 dage)                                           | ca. 1293 – 16 august 1324 (ca. 31 år) Datter af Henrik 1. af Braunschweig-Grubenhagen. død of en sygdom på sin vej tilbage til Konstantinopel. | Andronikos 3. Palaiologos (r. 1328–1341)     | [ 145 ]         |
|         | Anna af Savoyen Άννα Παλαιολογίνα                                  | oktober 1326 – 15. juni 1341 (14 år og 8 måneder)                                                            | ca. 1306 – 1365/6 (ca. 58–59 år) Datter af Amadeus 6. af Savoyen. Blev de facto hersker efter Andronikos' død, som regent for den spæde Johannes 5. Regentskabet blev styrtet af Johannes 6. i 1347, men hun fik lov til at have sit eget hof i Thessaloniki. Død år senere som nonnen "Anastasia".                                                                     | Andronikos 3. Palaiologos (r. 1328–1341)     | [ 141 ] [ 146 ] |
| —       | Irene Asanina Εἰρήνη Καντακουζηνή (Ἀσανίνα)                        | 8. februar 1347 – 10. december 1354 (7 år, 10 måneder og 2 dage)                                             | Datter af Andronikos Asen og barnebarn af Irene Palaiologina, gift med Johannes i 1318, udråbt til kejserinde sammen med ham i oktober 1341. Hun havde en aktiv rolle i militære anliggender og ledte endda forsvaret af Konstantinopel to gange. Hun trak sig tilbage til et kloster sammen med sin mand som nonnen "Eugenia" og døde på et tidspunkt før 1379.        | Johannes 6. Kantakouzenos (r. 1347–1354)     | [ 147 ] [ 148 ] |
| —       | Helena Kantakouzene Ἑλένη Παλαιολογίνα (Καντακουζηνή)              | 28. maj 1347 – 12. august 1376 (19 år, 3 måneder og 25 dage) maj 1381 – 16. februar 1391 (9 år og 9 måneder) | 13333/4 – august 1397 (63–64 år) Datter af Johannes 6. og Irene, mistede sin titel efter Andronikos 4.'s kup i 1376. Johannes 5. flygtede fra sit fangenskab og genindtog tronen i juli 1379, men Helena var blevet taget som gidsel og blev ikke frigivetfør maj 1381. Blev nonne og skiftede navn til "Hypomone".                                                     | Johannes 5. Palaiologos (r. 1341–1391)       | [ 149 ] [ 150 ] |
| —       | Irene Palaiologina Εἰρήνη Παλαιολογίνα                             | februar 1354 – december 1357 (3 år og 10 måneder)                                                            | Datter af Demetrios Palaiologos (søn af Andronikos 2.). Taget til fange sammen med Matthæus og bragt til til Johannes 5.; skæbne uvis, levede formentlig i eksil med sin husbond. | Matthæus Kantakouzenos (r. 1353–1357)        | [ 145 ]         |
|         | Keratsa / Maria af Bulgarien Μαρία (Παλαιολογίνα)                  | forår 1356 – 30. maj 1373 (17 år) 12. august 1376 – 28. juni 1385 (19 år, 3 måneder og 25 dage)              | 1346 – ca. 1400 (ca. 54år) Datter af Ivan Alexander af Bulgarien, forlovet den 17. august 1355. Hun blev taget til fange sammen med Andronikos efter hans mislykkedes oprør i 1373. Andronikos flygtede og afsatte sin far i 1376, men blev afsat den 1. juli 1379 og tvunget på flugt. Deres kejserstatus blev genanerkendt i maj 1381. Hun blev nonne som "Mathissa". | Andronikos 4. Palaiologos (r. 1376–1379)     | [ 151 ]         |
|         | Helena Dragaš Ἑλένη Παλαιολογίνα                                   | februar 1392 – 21. juli 1425 (33 år og 5 måneder)                                                            | Datter af stormanden Konstantin Dragaš, ankom i Konstantinopel i december 1391, mens Manuel rejste rundt i Vesteuropa. Hun regerede som regent mellem hendes søn Johannes 8.'s død (31 okt. 1448) og Konstantin 11.'s ankomst (12. marts 1449). Død den 23. marts 1450.                                                                                                 | Manuel 2. Palaiologos (r. 1391–1425)         | [ 152 ] [ 153 ] |
| —       | Irene Gattilusio Εἰρήνη Παλαιολογίνα                               | Slut 1403 – 22. september 1408 (5 år, i Thessaloniki)                                                        | Datter af Francesco 2. af Lesbos, gift i juli 1397. Død som nonnen "Eugenia" den 1. januar 1440. | Johannes 7. Palaiologos (r. 1390; 1403–1408) | [ 145 ] [ 154 ] |
|         | Anna af Moskva Εἰρήνη Παλαιολογίνα                                 | 1414 – august 1417 (3 år)                                                                                    | 1403 – august 1417 (14 år) Datter af Vasilij 1. af Moskva, forlovet i 1411; død ung. | Johannes 8. Palaiologos (r. 1425–1448)       | [ 141 ]         |
| —       | Sophia af Montferrat Σοφία (Παλαιολογίνα)                          | 19. januar 1421 – august 1426 (5 år og 7 måneder)                                                            | Datter af Theodor 2. af Montferrat, hun var upopulær på grund af sit udseende og levede derfor isoleret. Hun blev skilt fra Johannes og vendte tilbage til Italien, hvor hune døde den 21. august 1434. | Johannes 8. Palaiologos (r. 1425–1448)       | [ 155 ]         |
|         | Maria af Trebizond Μαρία Κομνηνή Καντακουζηνή Παλαιολογίνα         | september 1427 – 17. december 1439 (12 år og 3 måneder)                                                      | Datter af Alexios 4. af Trebizond and Theodora Kantakouzene, ankom i Konstantinopel den 30. august 1427. Hun blev nonne kort før sin død i 1439 med navnet "Makaria". | Johannes 8. Palaiologos (r. 1425–1448)       | [ 156 ]         |

### Primær Litteratur
- Garland, Lynda (1999). Byzantine Empresses: Women and Power in Byzantium AD 527–1204. Routledge. ISBN 0-415-14688-7.
- Grierson, Philip (1962). "The Tombs and Obits of the Byzantine Emperors (337–1042)". Dumbarton Oaks Papers. 16. doi:10.2307/1291157. JSTOR 1291157.
- Jeffreys, Michael, red. (2016). Prosopography of the Byzantine World. King's College London. ISBN 978-1-908951-20-5.
- Kazhdan, Alexander, red. (1991). Oxford Dictionary of Byzantium. Oxford University Press. ISBN 978-0-19-504652-6.
- Kienast, Dietmar; Werner Eck & Matthäus Heil (2017) [1990]. Römische Kaisertabelle: Grundzüge einer römischen Kaiserchronologie (tysk) (6th udgave). Darmstadt: WBG. ISBN 978-3-534-26724-8.
- Lilie, Ralph-Johannes;  et al. (2001). Prosopographie der mittelbyzantinischen Zeit (tysk). BBAW: De Gruyter.
- Martindale, J. R.; Jones, A. H. M.; Morris, John, red. (1971-1992). Prosopography of the Later Roman Empire. Cambridge University Press.{{cite book}}:  CS1-vedligeholdelse: Dato-format (link)
- Martindale, J.R.;  et al. (2001). Prosopography of the Byzantine Empire. ISBN 978-1-897747-32-2.
- Nicol, Donald M. (1994). The Byzantine Lady: Ten Portraits, 1250-1500. Cambridge University Press. ISBN 978-0-521-45531-2.
- Trapp, Erich;  et al. (2001). Prosopographisches Lexikon der Palaiologenzeit (tysk). Vienna: ÖAW. ISBN 978-3-7001-1462-8.
- Varzos, Konstantinos (1984). Η Γενεαλογία των Κομνηνών [I Genealogía ton Komninón] (PDF) (græsk). Vol. A1. Thessaloniki: Centre for Byzantine Research. OCLC 834784634. Arkiveret fra originalen (PDF) 1. april 2019.

### Sekundær litteratur
- Angelov, Dimiter (2019). The Byzantine Hellene: The Life of Emperor Theodore Laskaris and Byzantium in the Thirteenth Century. Cambridge: Cambridge University Press. ISBN 978-1-108-48071-0.
- Beihammer, Alexander;  et al. (2013). Court Ceremonies and Rituals of Power in Byzantium and the Medieval Mediterranean. BRILL. ISBN 978-90-04-25815-0.
- Bellinger, Alfred Raymond (1999). Catalogue of Byzantine Coins. Vol. 4. Dumbarton Oaks. ISBN 978-0-88402-233-6.
- Birley, Anthony R. (2005). The Roman Government of Britain. OUP Oxford. ISBN 978-0-19-925237-4.
- Burgess, R.W. (1994). "The Accession of Marcian in the Light of Chalcedonian Apologetic and Monophysite Polemic". ByzZ. 86/87: 47-68.
- Cameron, Alan (1988). "Flavius: a Nicety of Protocol". Latomus. 47 (1): 26-33. JSTOR 41540754.
- Evans, Helen C., red. (2004). Byzantium: Faith and Power (1261-1557). Metropolitan Museum of Art. ISBN 978-1-58839-113-1.
- Garland, Lynda (2006). "Mary of Alania". Byzantine Women. Ashgate. s. 91-123. ISBN 978-0-7546-5737-8.
- Grierson, Philip; Mays, Melinda (1992). Catalogue of Late Roman Coins: From Arcadius and Honorius to the Accession of Anastasius. Dumbarton Oaks. s. 7. ISBN 9780884021933.
- Grumel, Venance (1936). "La chronologie des événements du règne de Léon VI (886-912)". Revue des études byzantines (fransk). 35 (181): 5-42. doi:10.3406/rebyz.1936.2854.
- Kajava, Mika (1984). "The Name of Cornelia Orestina/Orestilla". Arctos. 18: 23-30.
- Iovine, Giulio (2018). "New textual perspectives on the Feriale Duranum". Analecta Papyrologica. 30: 65-78.
- Leeming, David (2005). Oxford Companion to World Mythology. Oxford University Press. ISBN 978-0-19-028888-4.
- Murata, Koji;  et al. (2021), "Cometary records revise Eastern Mediterranean chronology around 1240 CE", Publications of the Astronomical Society of Japan, 73: 197-204, arXiv:2012.00976, doi:10.1093/pasj/psaa114
- Macrides, Ruth (2007). George Akropolites: The History – Introduction, Translation and Commentary. Oxford: Oxford University Press. ISBN 978-0-19-921067-1.
- Niavis, Pavlos (1984). The Reign of the Byzantine Emperor Nicephorus I (802–811) (PDF) (Afhandling). University of Edinburgh.
- Skabelon:The Byzantine Family of Kantakouzenos
- Oikonomides, Nicolas (1977). "John VII Palaeologus and the Ivory Pyxis at Dumbarton Oaks". Dumbarton Oaks Papers. 31: 329-337. doi:10.2307/1291411. JSTOR 1291411.
- Talbot, Alice-Mary (1992). "Empress Theodora Palaiologina, Wife of Michael VIII". Dumbarton Oaks Papers. 46: 295-303. doi:10.2307/1291662. JSTOR 1291662.
- Vanderspoel, John (2020). "From the Tetrarchy to the Constantinian Dynasty". The Sons of Constantine, AD 337–361. Palgrave Macmillan. ISBN 978-3030398972.
- Vagi, David L. (2000). Coinage and History of the Roman Empire. Taylor & Francis. ISBN 978-1-57958-316-3.
- Watson, Alaric (1999). Aurelian and the Third Century (PDF). The Classical World. Vol. 94. London: Routledge. doi:10.2307/4352566. ISBN 0-415-07248-4. JSTOR 4352566. S2CID 153920517. Arkiveret fra originalen (PDF) 18. februar 2020.
- De Imperatoribus Romanis. Salve Regina University.